# Acanalado

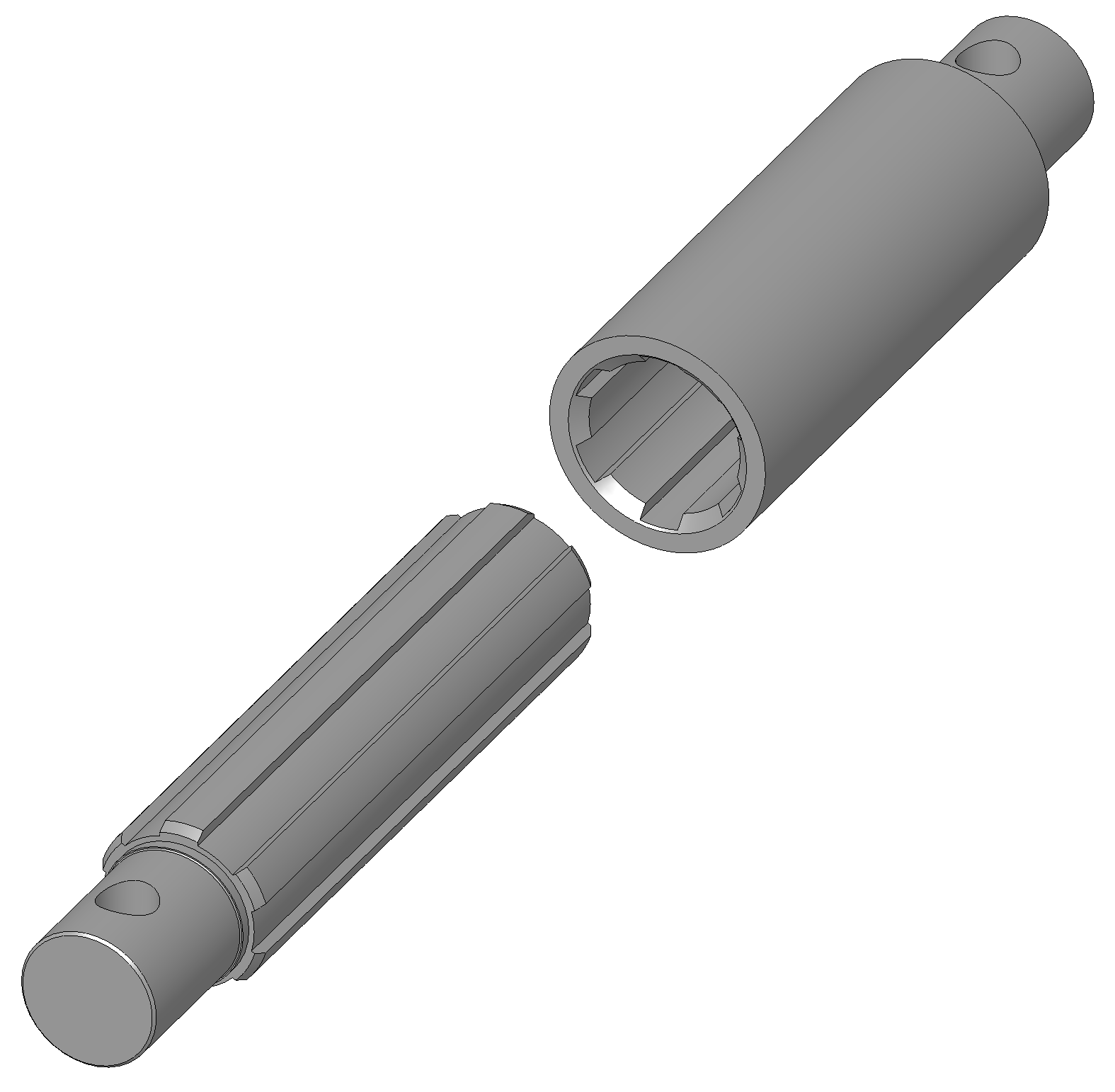
Detalle de una junta acanalada

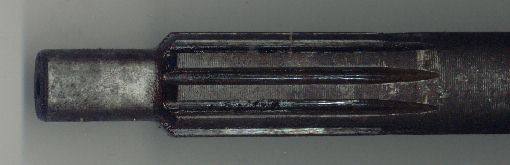
Acanalado sobre el extremo de una barra de transmisión manual

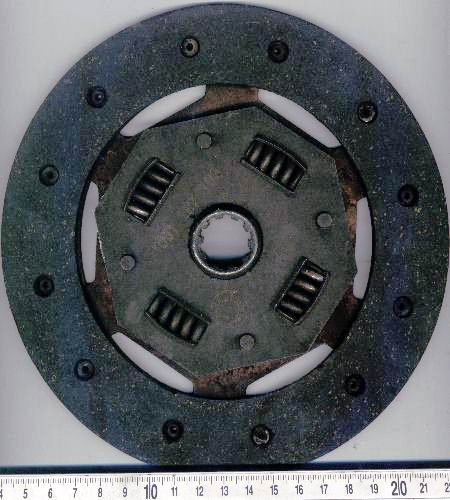
Disco de Embrague con eje acanalado que encaja con la barra de transmisión mostrada arriba

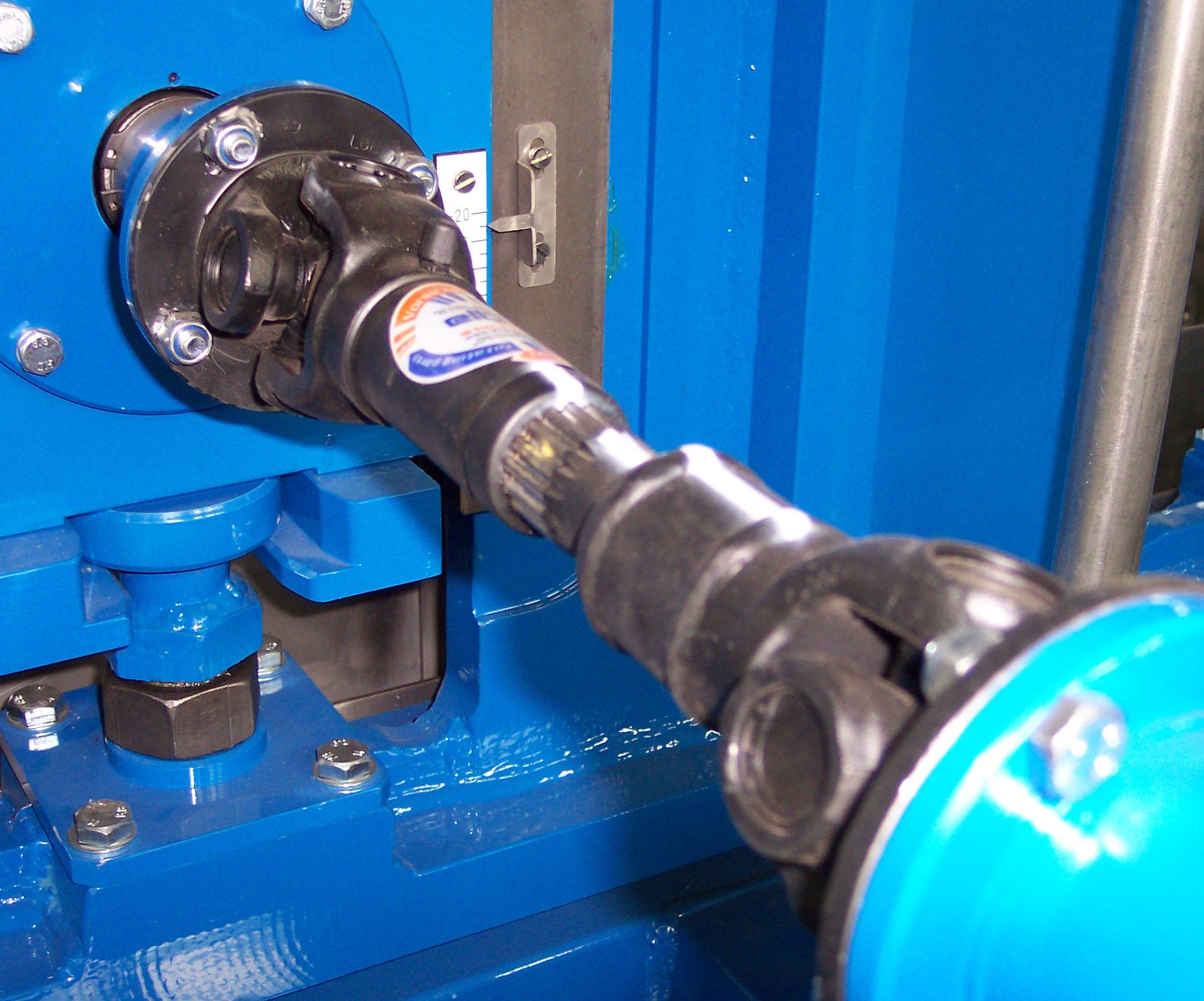
Una barra de transmisión con acanalado en el centro y juntas cardán en los extremos para transmitir torque y rotación permitiendo cambios de longitud

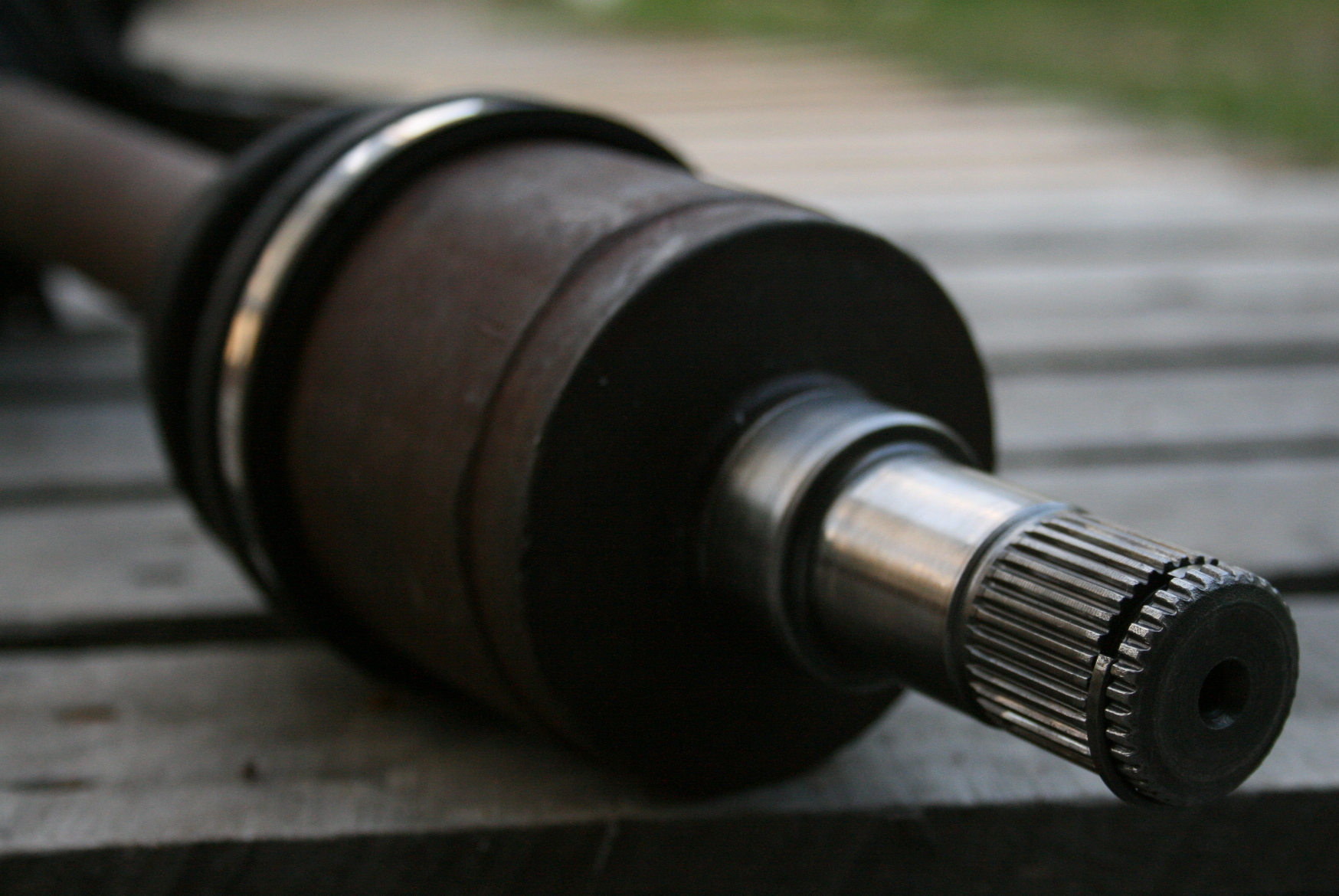
Acanalado en la junta homocinética del extremo de una barra de eje

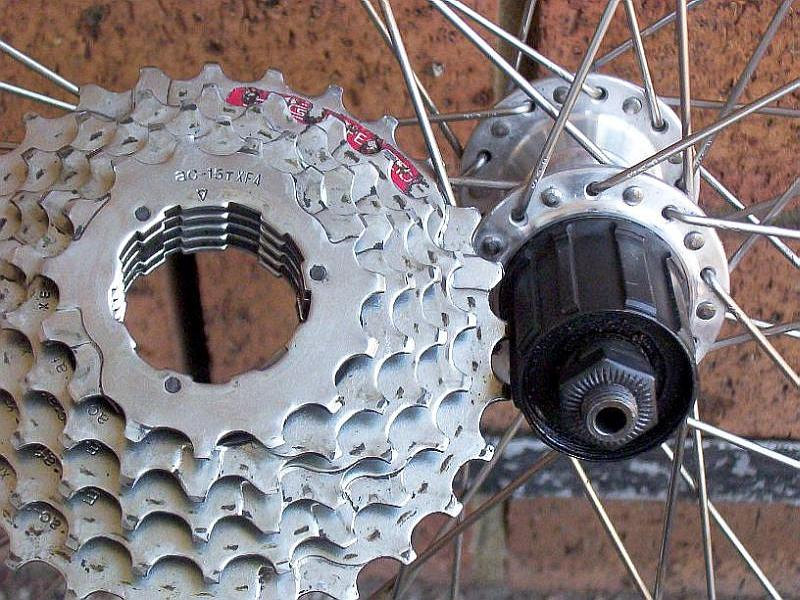
Acanalados complementarios del juego de piñones de una bicicleta y el eje de la rueda con un patrón de acanalado visible en la parte de arriba

Acanalado se refiere a un patrón de crestas o dientes en la superficie un eje de transmisión que encajan con surcos en una pieza de acoplamiento a la que transmite un torque mecánico, manteniendo la correspondencia angular entre ellos.
Por ejemplo, una engranaje montado en un eje podría utilizar un acanalado macho en el eje que encaje en el acanalado hembra en el engranaje. El acanalado del eje mostrado en la figura encaja con el acanalado hembra en el centro de la pieza de encaje, mientras la punta lisa del eje se apoya en el rodamiento de volante. Una alternativo al acanalado es un perfil de chaveta, aunque el acanalado proporciona menor desgaste por fatiga del material.

## Tipos
Hay varios tipos de acanalado:
Acanalado de dientes paralelos

con surcos regularmente espaciados, en este los lados de cada surco son paralelos en las dos direcciones tanto radial como axial.
Acanalado en involuta o evolvente

con surcos regularmente espaciados, en este los lados de cada surco siguen una curva involuta (evolvente), como en el caso de un engranaje con perfil de involuta pero no tan largo. Las curvas reducen las concentraciones de tensión aumentando así la resistencia de la pieza.

Acanalado de corona

con surcos regularmente espaciados y los lados como en el caso anterior tienen normalmente la forma de una involuta (evolvente), pero con los dientes machos modificados para permitir un cierto desalineamiento.
En diente de sierra

con surcos en forma de "V" regularmente espaciados. Estos se usan en ejes de pequeño diámetro.
Acanalado helicoidal

en este los surcos trazan una hélice sobre el eje. Los lados pueden ser paralelos o en involuta. Este perfil puede usarse tanto para minimizar concentraciones de tensión en una junta estacionaria sometida a fuerte carga como para permitir desplazamientos y rotaciones relativos entre las partes.
De bola

En este los dientes de la parte exterior alojan un rodamiento de bola que permite el desplazamiento relativo entre las partes incluso bajo un torque intenso.